# Площа Митна (Львів)
Пло́ща Ми́тна — площа у Львові, поруч з історичним центром міста. Розташована на початку вулиці Личаківської. Західну частину площі перетинає вулиця Винниченка, до північної частини прилягає вулиця Личаківська, а до південно-східної — вулиця Римлянина.

## Назва
Давня назва площі — Цлова, що відома була ще наприкінці XVIII століття. 1933 року була перейменована на честь римо-католицького єпископа-суфрагана Владислава Бандурського та зберігала її до 1946 року (з перервою на час німецької окупації: у 1942—1944 роках, вона була відома як Цолльпляц). У 1945—1990 роках — площа Радянська, а 1990 року повернена історична назва — площа Митна. Назва площі походить від того, що з 1782 року в приміщеннях монастиря кларисок містилась митниця.

## Забудова
Забудова площі: вздовж західної частини простягаються мури костелу і монастиря бернардинів з Глинянською брамою, вздовж східної частини — костел кларисок з колишнім келійним корпусом (нині в костелі розташований Музей сакральної барокової скульптури Пінзеля, а в келійному корпусі — Львівський поліграфічний коледж Української академії друкарства). У південно-східній частині площі розташований мініатюрний сквер і фонтан «Хлопчик».
Влітку 2016 року розпочався ремонт площі Митної, який планували закінчити до жовтня того ж року. Натомість ремонт був завершений до Дня міста, а оновлена площа Митна офіційно відкрита 6 травня 2017 року. Тут є «сухий» фонтан, оновлено вуличні меблі та насадження. Під час реконструкції замінено верхнє покриття, саму площу понизили й замінили комунікації.

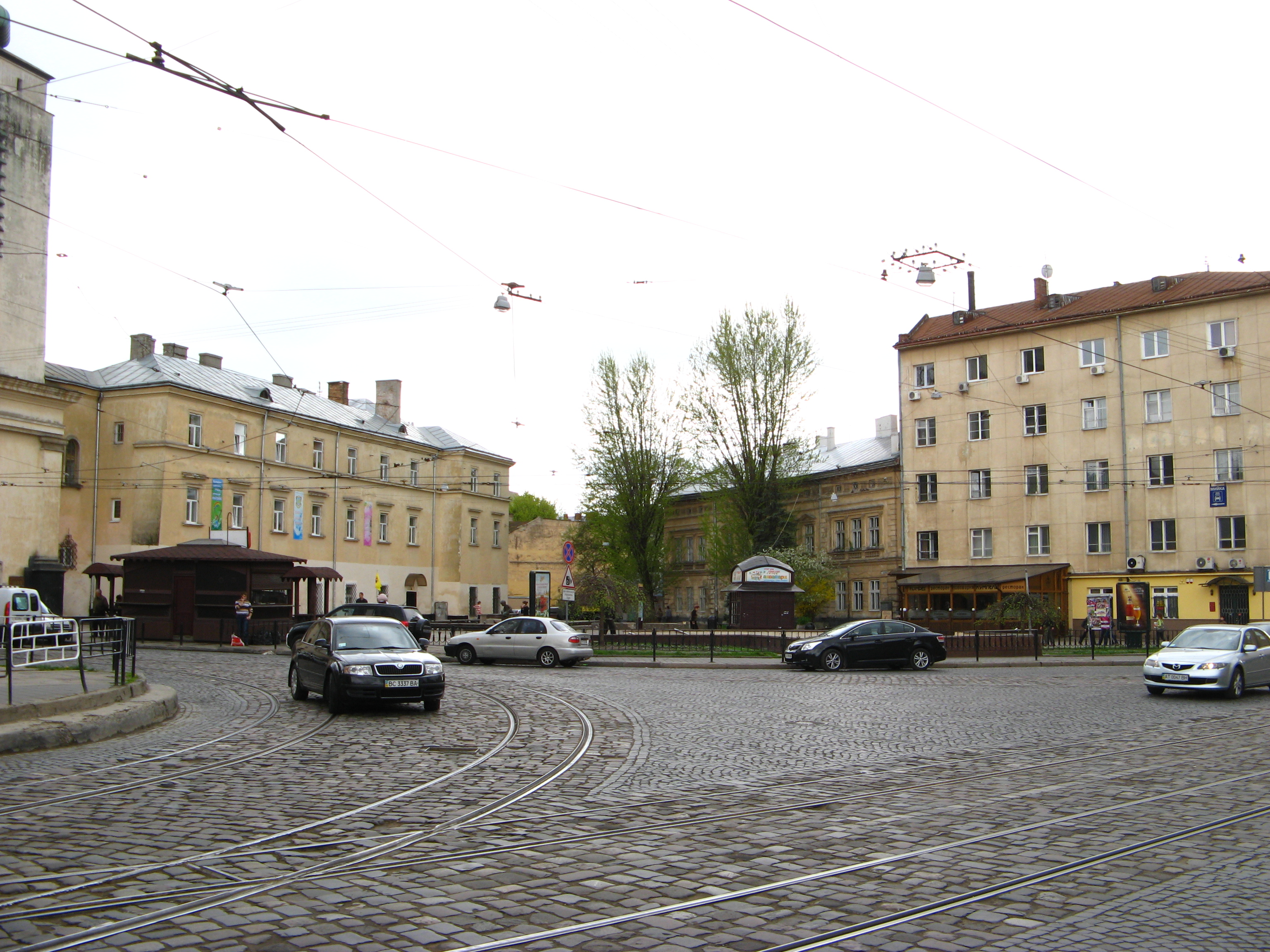
Вигляд на площу з півночі
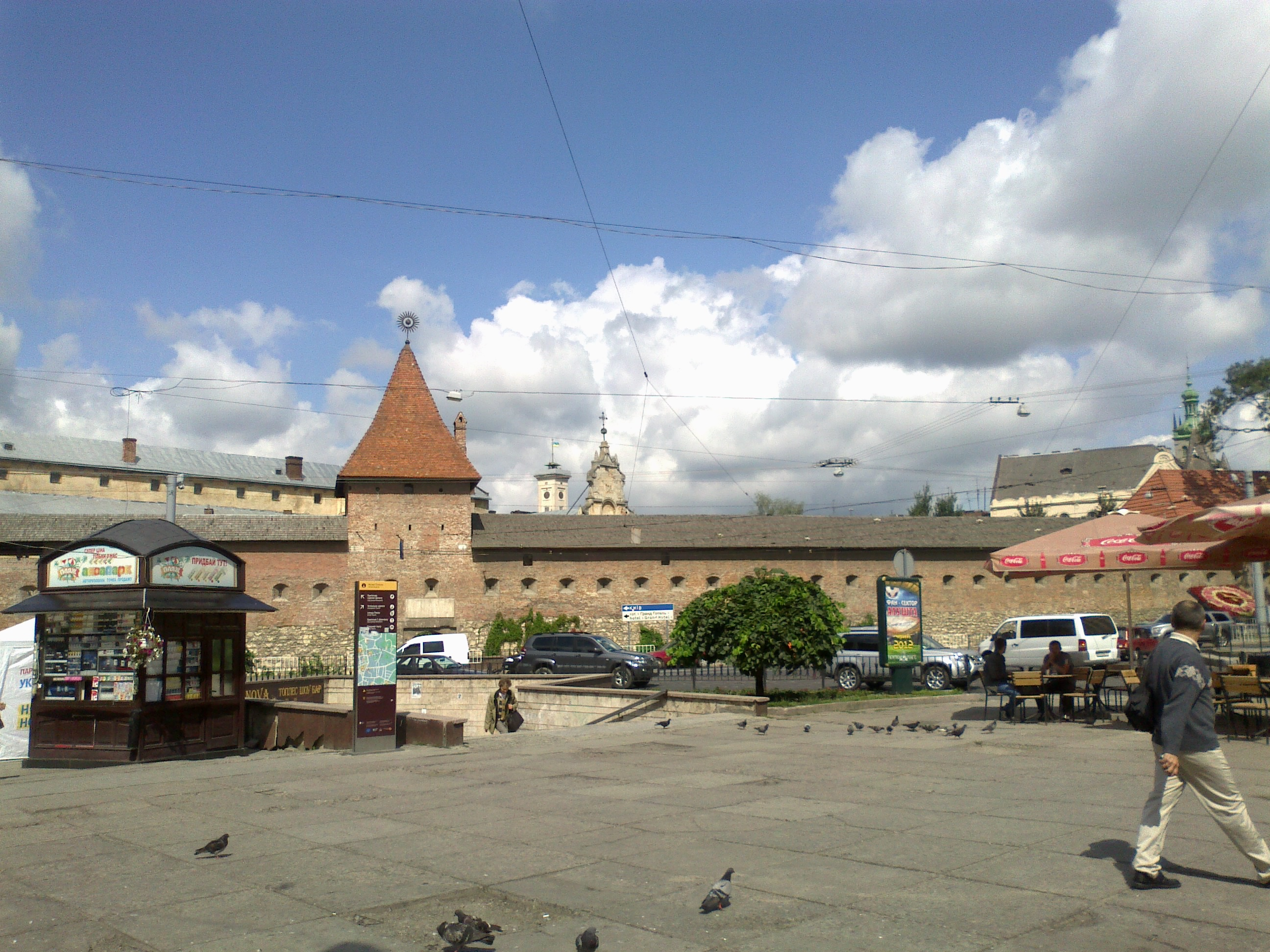
Вигляд з площі на колишню Глинянську браму
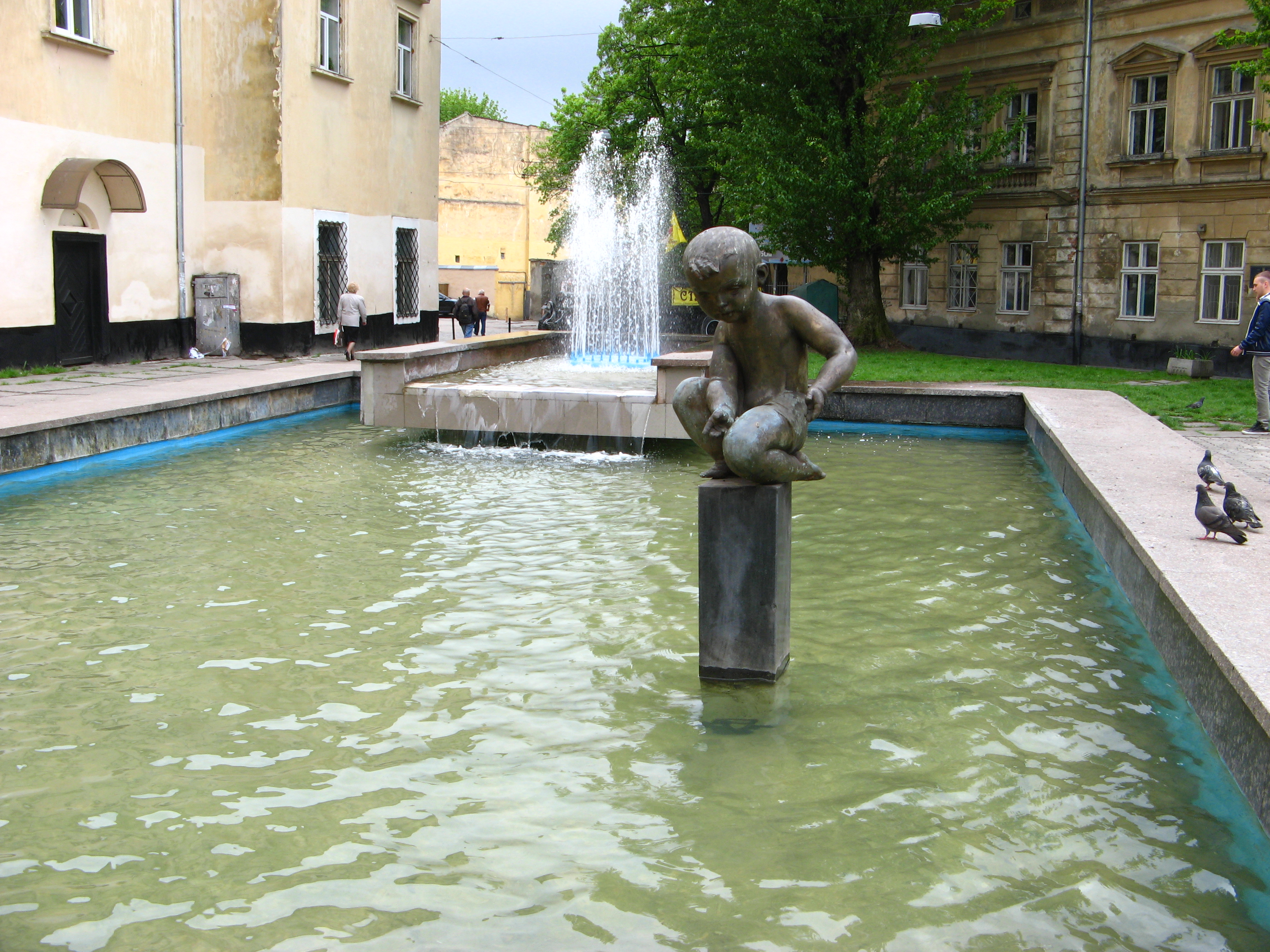
Фонтан «Хлопчик» (світлина 2013 року)
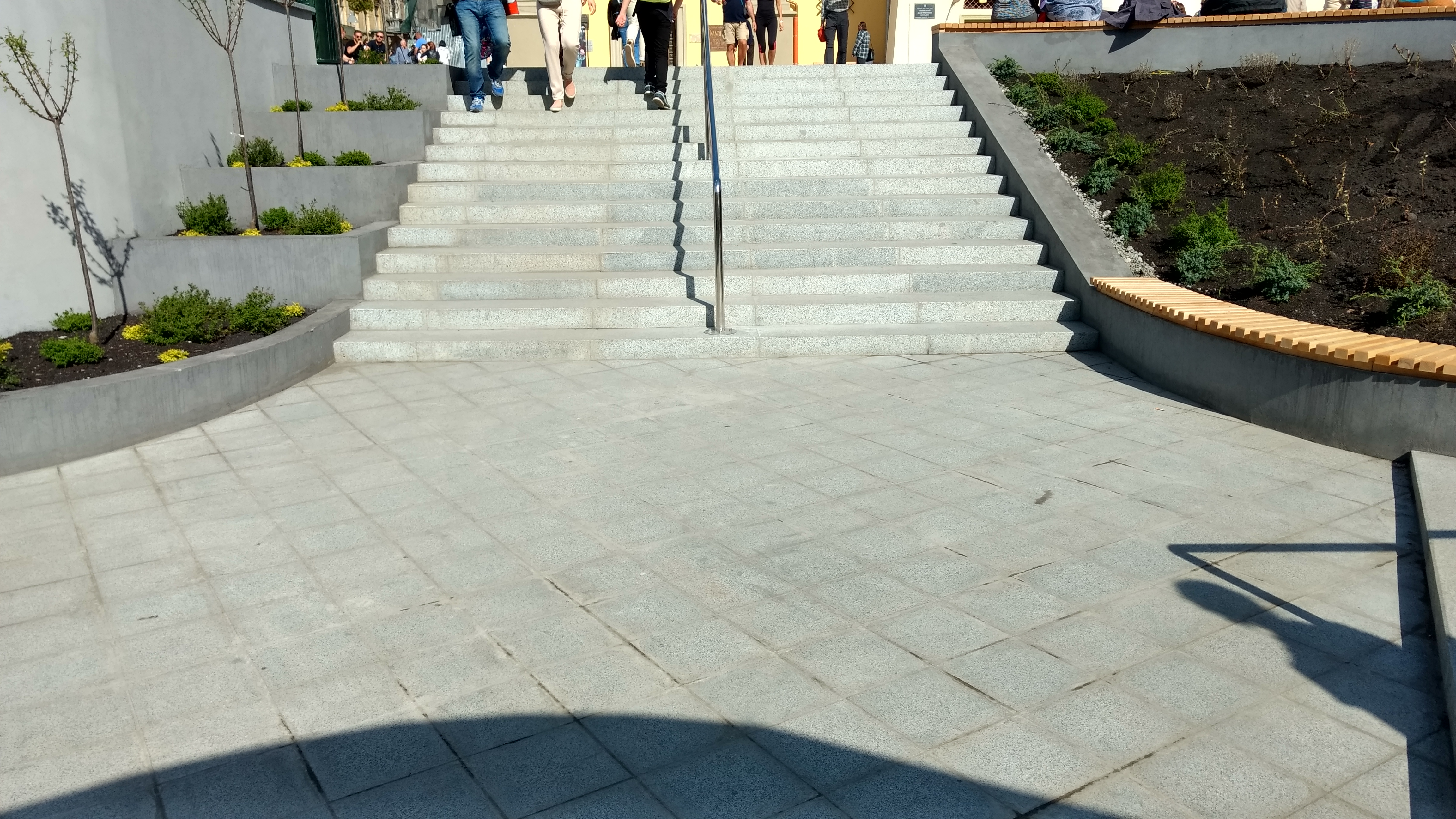
Пішохідний перехід
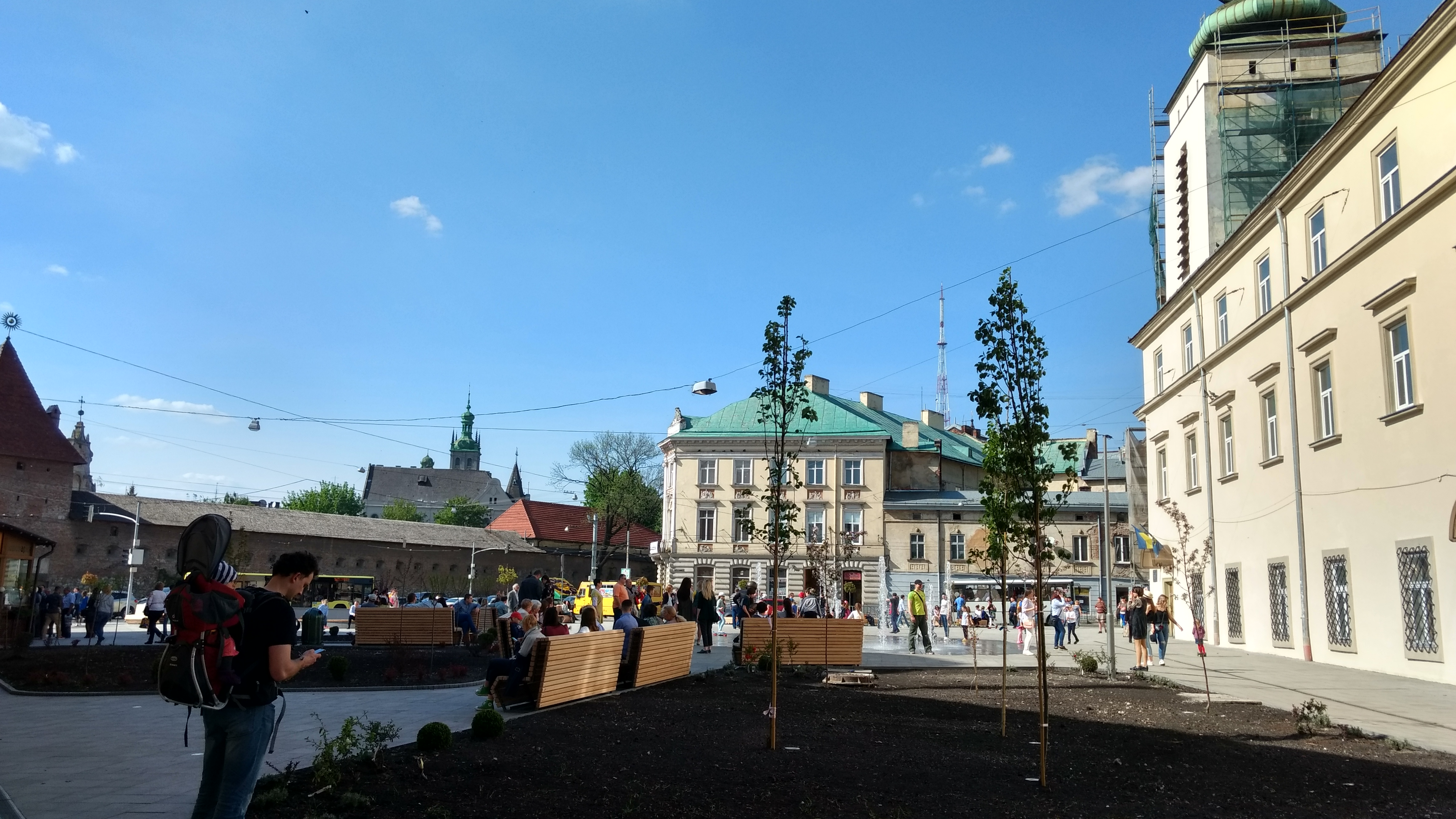
Площа Митна

## Транспорт
Невеличка площа, розміром 60×80 метрів є важливим транспортним вузлом; через неї курсує декілька трамвайних маршрутів міста, зокрема № 1, 2, 7, а також автобуси: міські — № 5А, 5Н, 18, 29, 47А; приміські — № 102, 110, 138, 217А та маршрутні таксі — № 24, 39.